# Hanna Lundkvist
Hanna Ester Lundkvist (Djurö, 17 luglio 2002) è una calciatrice svedese, difensore del San Diego Wave e della nazionale svedese.

## Carriera

### Club
Lundkvist si avvicina al gioco del calcio fin da giovanissima, iniziando a praticare sia il calcio a 11 che il calcio a 5.
Dopo aver iniziato la sua carriera tesserandosi con la società polisportiva Djurö-Vindö IF, dal 2017 decide di continuare l'attività con l'AIK, polisportiva con sede a Solna con un prestigioso passato nella storia del calcio femminile nazionale. Con i nuovi colori ha vinto due volte la Gothia Cup, ottenendo inoltre due consecutive vittorie nel campionato svedese U16 e una nel campionato svedese U15 di futsal.
Dopo un'iniziale attività agonistica con le giovanili, nell'estate 2018 viene aggregata alla prima squadra, debuttando in Elitettan, secondo livello del campionato nazionale di categoria, il 2 giugno, segnando l'unica rete per la sua squadra nella sconfitta casalinga per 3-1 con il Kvarnsvedens IK.

## Palmarès

### Club
- Coppa della Regina: 1

Atlético Madrid: 2022-2023